# Кім Кі Хун
Кім Кі Хун (кор. 김기훈) — південнокорейський ковзаняр, спеціаліст з бігу на короткій доріжці, триразовий олімпійський чемпіон та медаліст, чемпіон світу та призер чемпіонатів світу, триразовий чемпіон Азійських ігор.
Кім переміг на дистанції 1000 метрів на Олімпіаді 1988 року в Калгарі, але там шорт-трек був тільки показовим видом спорту, й за перемогу Кім не отримав звання олімпійського чемпіона.
Офіційну золоту олімпійську медаль та звання олімпійського чемпіона Кім виборов на Альбервільській олімпіаді 1992 року на дистанції 1000 м. На цій же Олімпіаді він здобув ще одну золоту медаль разом із товаришами з південнокорейської команди в естафеті на 5000 м.
На чемпіонаті світу 1992 року, що проходив у Денвері, Кім забрав усі 5 можливих золотих медалей. Раніше таке досягнення підкорилося у жінок Сільві Дегль.
На Ліллегаммерській олімпіаді 1994 року Кім зумів повторити своє досягнення на дистанції 1000 метрів.
У 2002 році Кім став тренером національної команди. Як головний тренер він брав участь у Ванкуверській олімпіаді 2010 року.

## Виноски
1. ↑  Olympedia — 2006.
2. ↑  Kang, Seung-woo (18 березня 2010). Korean Short Track Looks to Mend Reputation. The Korea Times. Архів оригіналу за 3 березня 2014. Процитовано 2 березня 2014. {{cite web}}: Cite має пустий невідомий параметр: |df= (довідка)